# Холодильная цепь

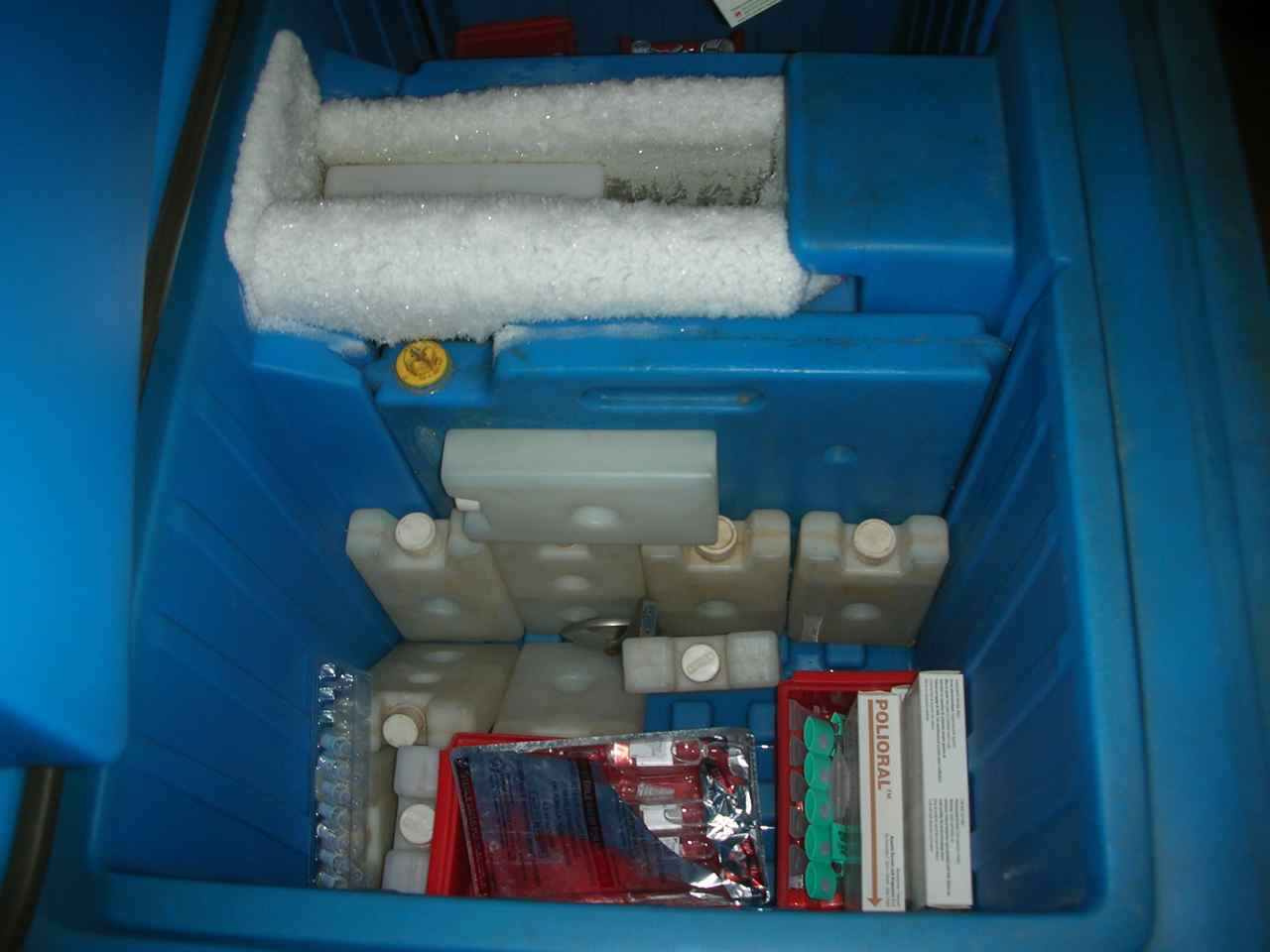
Транспортировка МИБП в термоконтейнере с хладоэлементами

Холодильная цепь, холодовая цепь — совокупность оборудования и производственных процессов, предназначенных для сохранения скоропортящегося продукта (продовольствие, медикаменты и т. п.) в условиях низких температур на всём протяжении цикла от его производства (сбора) до потребления.
В отношении медицинских иммунобиологических препаратов (вакцин, сывороток и т. д.), требующих строго определённой температуры хранения и перевозки (обычно +2…+8 °С) от момента производства до момента применения по назначению, употребляется термин «холодовая цепь». Этот же термин употребляется и в ветеринарии.

## Элементы холодильной цепи
Холодильная цепь состоит из множества элементов, которые можно подразделить на три основные группы. В комплексе все они способствуют соблюдению температурного режима при хранении, перевалке и перевозке скоропортящейся продукции.
Первая группа — стационарные холодильники (производственные, заготовительные, перегрузочные, распределительные и реализационные).
Вторая группа — изотермические транспортные средства, которые подразделяются на железнодорожные, морские, речные, воздушные, автомобильные и контейнерные. Для каждого вида транспорта разработаны соответствующие требования для перевозки скоропортящейся продукции.
Третья группа — вспомогательные объекты, которые непосредственно не участвуют в процессах хранения и транспортировки грузов, но без которых эти процессы нельзя осуществлять. К ним относятся дезопромывочные станции, где дезинфицируют и промывают вагоны, рефрижераторные депо и т. п.

## Виды скоропортящихся грузов
Скоропортящимися называют грузы, которые в соответствии с техническими регламентами, документами по стандартизации, техническими условиями требуют при перевозке применения мер защиты от воздействия на них высоких или низких температур наружного воздуха, ухода или обслуживания в пути следования. В основном это продукты сельскохозяйственного производства и их переработки в продукты питания, а также скоропортящееся сырье для ряда отраслей промышленности. Среди них рыба, мясо, морепродукты, полуфабрикаты, колбасы, молочные продукты, сыр, майонез, фрукты, овощи. Скоропортящиеся продукты также делятся на:
- замороженные — при их перевозке не допускается переход замороженной влаги в толще продукта в жидкое состояние и температура продукции при перевозке, как правило, должна быть не выше −18 °C;
- охлажденные — перевозятся при температуре −5…−1 °C;
- охлаждаемые — перевозятся при температуре 0…15 °C;
- вентилируемые — помимо температурного режима, необходима интенсивная вентиляция кузова.

## Проблемы непрерывности холодильной цепи
Холодильная цепь предполагает сохранение рекомендуемой для продукции температуры (температурных условий) с момента ее охлаждения (заморозки) на производстве до момента ее доставки в конечный пункт (склад, магазин). Однако это условие не всегда соблюдается. На данный момент существует несколько проблем (в зависимости от вида транспорта):
- отсутствие эффективно функционирующей системы периодического контроля и освидетельствования транспортных средств по теплотехническим параметрам, вследствие чего теплотехнические характеристики большинства эксплуатируемых транспортных средств неизвестны;
- старение рефрижераторного подвижного состава железных дорог и отсутствие возможности по его обновлению (в Российской Федерации в настоящее время рефрижераторные вагоны не производятся);
- недостаточность сквозного контроля температурных условий при перевозке продукции вследствие отсутствия государственного регулирования таких перевозок;
- недостаточное регулирование взаимоотношений всех участников транспортного процесса, вследствие чего нарушение температурных условий в процессе перевозки зачастую остается безнаказанным;
- перевозка продукции в ненадлежащем транспортном средстве (вагонах универсального назначения, автомобилях и контейнерах с кузовом без термоизоляции).

До 65 % скоропортящейся продукции в РФ, транспортирующейся по железной дороге, перевозится с нарушением температурного режима. В условиях отсутствия регулирования рынка и контроля отправителям выгоднее возить скоропортящиеся грузы в неспециализированных транспортных средствах, не тратясь на более дорогостоящие изотермические вагоны, контейнеры и автомобили, привели данные в АСОРПС.

## Перспективы развития холодильной цепи («непрерывной холодильной цепи») в России
В настоящее время к поставкам продукции в НХЦ стремятся крупные предприятия ритейла, а также при экспорте, импорте и транзите скоропортящихся грузов. Усилия в этих секторах постепенно проникают и в другие, ранее не охваченные НХЦ. Учитывая международный опыт развития НХЦ, в Российской Федерации следует ожидать бурного роста НХЦ по мере преодоления потребительского кризиса и восстановления платежеспособного спроса населения на качественную пищевую продукцию.
НХЦ предполагает создание возможностей для контроля условий доставки скоропортящейся продукции. Проект «дорожной карты» по организации контроля за соблюдением температурного режима при транспортировке продуктов питания, составленный Минтрансом РФ в 2017 году, должен был стартовать с эксперимента на железной дороге в мае 2020 года. Его участниками стали АО «ГЛОНАСС», а также операторы рефрижераторного подвижного состава и рефрижераторных контейнеров из АСОРПС.
Для сбора и обработки информации, содержащей координатно-временные и температурно-влажностные параметры перевозимой продукции, будут использоваться установленные в вагонах температурные датчики и автоматизированная система мониторинга на базе ГАИС ЭРА-ГЛОНАСС («АСМ ЭРА»). В рамках проведения пилотных испытаний к системе будет подключаться оборудование различных производителей (оборудование, являющееся частью конструкции контейнеров и вагонов, «внешние» решения в виде датчиков и пломб), чтобы у государства была возможность выбирать лучшие из них в качестве обязательных или рекомендованных при запуске системы мониторинга НХЦ на всей территории России.
Подведение итогов эксперимента планировалось на лето 2020 года. Предварительная оценка проекта показывала, что внедрение НХЦ позволит контролировать температурный режим в процессе перевозки скоропортящихся грузов по железной дороге и автомобильным дорогам. Это, в свою очередь, заставит грузоотправителей и перевозчиков соблюдать правила перевозки скоропортящейся продукции.

## Ожидаемые последствия от реализации НХЦ на российском транспорте
1. Устранение неравной конкуренции между видами транспорта, а также между различными типами вагонов и контейнеров при осуществлении перевозок скоропортящихся пищевых продуктов
2. Новые приоритеты в обновлении парка транспортных средств в сторону высокотехнологичных решений (развитие отечественного вагоностроения и дальнейшее внедрение перспективных контейнерных решений)
3. Повышение качества реализуемых населению скоропортящихся пищевых продуктов (реализация государственных задач), рост географии перевозок
4. Улучшение экспортных позиций.